# Pierre Codiroli
Pierre Codiroli (* 20. Februar 1944 in Locarno; † 30. November 1996 ebenda) war ein Schweizer Sekundarlehrer, Schriftsteller, Essayist und Historiker.

## Leben
Perre Codiroli war Sohn des Zollbeamters Riccardo aus Sant’Antonio und dessen Ehefrau Mery geborene Belloni. Er besuchte das Lehrerseminar von Locarno und erwarb 1964 die Lehrer-Lizenz. Dann studierte er Literaturwissenschaft an der Universität Neuenburg, wo er 1969 das Lizentiat und 1974 das Doktorat erlangte. Pierre kehrte nach Locarno zurück und heiratete Mariolina (Mary) Poncini.
In Locarno unterrichtete er zuerst am Gymnasium, dann am Lehrerseminar Locarno, von 1977 bis 1991 an der Handelsschule Bellinzona und von 1991 bis 1996 am Gymnasium Locarno. Seine ersten literaturkritischen Forschungen begannen mit dem Studium des Werks von Francesco Chiesa, dann befasste er sich mit den kulturellen Ereignissen im Kanton Tessin des 20. Jahrhunderts, indem er die kulturellen Kreise und die Rolle der Intellektuellen in den 1920er bis 1940er Jahren rekonstruierte.
Besondere Aufmerksamkeit widmete er den Einflüssen und Folgen der Kulturpolitik des italienischen Faschismus im Kanton Tessin; seine Schriften: L’ombra del duce (1988), Tra fascio e balestra (1992) und die 1999 posthum veröffentlichte Biographie über Teresa Bontempi Diario di prigionia sind diesen Themen gewidmet. Er arbeitete mit der Zeitschrift Cenobio (seit 1980), Radiotelevisione Svizzera di lingua italiana und verschiedenen Zeitungen und Zeitschriften zusammen; er veröffentlichte Kurzgeschichten (Stella Maris e altri racconti 1979–1984, Salvioni, Bellinzona 2022) und zwei Romane: Storia di un ufficiale di carriera del granducato di ***. (1985), La nebbia vuota. Leone, Venedig (1995). Er war Gemeinderat der Sozialistischen Partei in Locarno. Er war Mitglied der Coscienza svizzera.

## Ehrungen
- Premio Ascona 1985
- Premio Letterario Internazionale Dei Due Laghi 1995